# 三井淳平 (歌手)
三井 淳平（みつい じゅんぺい、1997年10月9日 - ）は、日本の俳優・歌手。東京都出身。

## 人物・エピソード
- 趣味はトレーニング、読書。特技はダンス、アクロバット、テニス[1]。硬式テニスでは関東大会出場経験があり[2]、始めたきっかけはアニメ「テニスの王子様」である。[3]
- 大学時代はダンスサークルに所属し、本格的にダンスを始めたのは大学からと語っている。
- 演劇調異譚「xxxHOLiC」で猫娘を演じるにあたり体重を60kg台から40kg台に落とした経験を持ち、ファンからは名前以外での呼び名のほか、役柄への意識の高さからJ様と呼ばれている。

## 来歴・経歴
2017年11月、現役大学生グループ【THE UNIVERSITY】（ザ ユニバーシティ）のメンバーとして原宿アストロホールでのライブから活動開始。 
2018年4月、トライクルーエンターテイメントに所属。都内を中心に、名古屋や大阪などでもライブ活動を行う。
2019年1月、新人発掘イベント「mysta人気者グランプリLIVE FESTA」に出場、メンズ部門とダンス部門で優勝し、JUNON掲載権を獲得した。同イベント第2回、第3回でも1位を獲得し、3号にわたってJUNONに掲載された。
2019年3月、トライクルーエンターテインメントとの契約を終了。
2019年4月、スミツキグループエンタテイメントに所属。4月20日東京ドームシティラクーアガーデンステージでのライブより、ダンスボーカルグループ【UNIVERSAL BOYS】（ユニバーサル ボーイズ）のメンバーとしての活動を開始。
2020年3月、明治大学を卒業。
2021年1月、【UNIVERSAL BOYS】解散。同時に所属事務所も解散しフリーとなる。
2021年11月、原宿ストロボカフェにて自身初のファンミーティングを開催。
2022年1月、久保プロモーションに所属。
2022年10月11日、自身のファンクラブ「三井淳平 OFFICIAL FANCLUB」の設立を発表。
2023年9月19日、「ニコニコチャンネルプラス」にて公式チャンネル「三井淳平のカンゼンバン！」がスタート。ハッシュタグは初回放送の番組内のアンケートで決定し「#みつカン」となっている。

## 出演

### 舞台
- ミュージカル「忍たま乱太郎」 - 田村三木ヱ門 役
  - 第10弾「これぞ忍者の大運動会だ！」初演（2019年5月 - 6月、東京ドームシティシアターGロッソ / 春日井市民会館）[14]
  - 第10弾「これぞ忍者の大運動会だ！」再演  （2019年10月 - 11月、東京ドームシティ シアターGロッソ / あましんアルカイックホール）[15]
  - 第11弾「忍たま 恐怖のきもだめし」初演（2020年10月 - 11月、東京ドームシティ シアターGロッソ / 春日井市民会館）[16]
  - 第11弾「忍たま 恐怖のきもだめし」再演（2021年4月、東京ドームシティ シアターGロッソ）[17]
  - 第12弾 「まさかの共闘!?大作戦!!」（2021年10月、東京ドームシティ シアターGロッソ / クールジャパンパーク大阪WWホール）[18]
  - 第12弾 「まさかの共闘!?大作戦!!」再演（2022年10月、東京ドームシティ シアターGロッソ）[19]
- 舞台「風待ちの庭」（2020年2月 - 3月、バルスタジオ） -御子柴六哉 役[20]
- 劇団TEAM-ODAC第36回本公演 『ダルマ(2021)』[21]（2021年6月 、浅草花劇場） - 弧次郎 役
- 演劇ユニット【爆走おとな小学生】十四回全校集会『初等教育ロイヤル(赤組)』（2021年7月、京都劇場） - 小林くん 役
- 舞台「穏やか貴族の休暇のすすめ。～新迷宮と貴婦人の結婚～」[22]（2022年4月、CBGKシブゲキ!!） - スタッド 役
- ミュージカル『テニスの王子様』4thシーズン - 観月はじめ 役
  - 青学vs聖ルドルフ・山吹（2022年7月 - 8月、日本青年館ホール / メルパルクホール大阪 / キャナルシティ劇場 / 天王洲 銀河劇場）[23][24]
  - 青学vs氷帝（2023年1月 - 3月、TACHIKAWA STAGE GARDEN / メルパルクホール大阪 / キャナルシティ劇場 / 土岐市文化プラザ サンホール / TOKYO DOME CITY HALL）[25]
- 舞台「笑わない君と笑う僕」（2022年10月、TACCS1179） 日替わりゲスト[26][27]
- 舞台「忍たま乱太郎」～あかるく、たのしく、ゆかい！の段～（2022年11月、あうるすぽっと） - 田村三木ヱ門 役[28]
- 舞台「ノラネコシティ」（2022年12月、新宿FACE） - アビー 役[29]
- 演劇調異譚『xxxHOLiC』 -續-（2023年4月、天王洲 銀河劇場） - 猫娘 役[30]
  - 演劇調異譚『xxxHOLiC』-續・再-（2025年1月 - 2月、シアターH / SkyシアターMBS）[31]
- アグレッシブ ダンス ステージ『DEAR BOYS』（2023年6月、Mixalive TOKYO Theater Mixa） - 三浦蘭丸 役[32]
- 舞台「大正浪漫探偵譚 -エデンの歌姫-」（2023年7月、草月ホール）- しょうた 役[33]
- 舞台「ブラッククローバー The Stage」（2023年9月、シアター1010/ KAAT神奈川芸術劇場）- ラック・ボルティア 役
- おそ松さんon STAGE～SIX MEN'S SHOW TIME～2nd SEASON（2023年11月 - 12月、シアター1010 / AiiA 2.5 Theater Kobe）- 一松 役[34]
  - 新・喜劇『おそ松さん』（2024年8月29日 - 9月2日、サンシャイン劇場）[35]
- 新ミュージカル『スタミュ』（2024年1月 - 2月、品川プリンスホテル ステラボール / 京都劇場） -  星谷悠太 役（主演）[36]
  - 新ミュージカル『スタミュ』-2ndシーズン-（2025年3月、シアターH / COOL JAPAN PARK OSAKA WWホール）[37]
  - 新ミュージカル『スタミュ』スピンオフ『MIRACLE REVUE』（2025年9月 - 10月〈予定〉、天王洲 銀河劇場 / サンケイホールブリーゼ）[38]
- 『ヒプノシスマイク -Division Rap Battle-』Rule the Stage - 飴村乱数 役
  - -New Encounter-（2024年3月 - 4月、品川プリンスホテル ステラボール / COOL JAPAN PARK OSAKA WWホール）[39]
  - Rule the Stage -Grateful Cypher-（2024年10月、TOKYO DOME CITY HALL）[40]
  - Rule the Stage《Mix Tape1 Revenge》（2025年7月、品川プリンスホテル ステラボール）[41]
  - Rule the Stage《Division Jam Tour》vol.1（2025年11月 - 12月〈予定〉、KT Zepp Yokohama / Zepp Namba（OSAKA） / Zepp Sapporo）[42]
- 朗読劇「コブクロ JUKE BOX reading musical “FAMILY”」[43]（2024年7月、紀伊國屋サザンシアター TAKASHIMAYA）
- あくたーず☆りーぐ さんにんのおうさまのおはなし（2024年11月、横浜赤レンガ倉庫1号館 3Fホール） - ぼーいず 役[44]
- 演劇ドラフトグランプリ THE FINAL（2024年12月、日本武道館）[45]
- Reading Act『スクルージと呼ばれた男』（2025年12月〈予定〉、博品館劇場）[46]

### ライブイベント
- ミュージカル「忍たま乱太郎」 第10弾 忍術学園学園祭[47]（2020年1月、舞浜アンフィシアター / クールジャパンパーク大阪WWホール） - 田村三木ヱ門 役
- ミュージカル「忍たま乱太郎」 第11弾 忍術学園学園祭[48]（2021年1月、クールジャパンパーク大阪WWホール） - 田村三木ヱ門 役
- ミュージカル「忍たま乱太郎」 第12弾 忍術学園学園祭[49]（2021年12月、あましんアルカイックホール / 明治座） - 田村三木ヱ門 役
- テニプリ☆ソニック2022 -おてふぇす in 日本武道館-[50]（2022年7月、日本武道館） - 観月はじめ 役
- ミュージカル「忍たま乱太郎」第12弾再演 8月8日はGロッソで陣を取れ！〜ファンミーティングの段〜（2022年8月、東京ドームシティ シアターGロッソ）- 田村三木ヱ門 役
- ミュージカル「忍たま乱太郎」 第13弾 忍術学園学園祭[51]（2023年12月、TACHIKAWA STAGE GARDEN/ クールジャパンパーク大阪TTホール） - 田村三木ヱ門 役
- STAGE FES 2023-2024[52]（2023年12月、TACHIKAWA STAGE GARDEN） -  星谷悠太 役、一松 役
- ミュージカル『テニスの王子様』4thシーズン Dream Live ～Memorial Match～[53]（2024年5月 - 6月、神戸ワールド記念ホール / 有明アリーナ） -  観月はじめ 役
- ネルケプランニング 30th ANNIVERSARY「ネルフェス2024」[54]（2024年8月、日本武道館） -  飴村乱数 役
- 奥村等士1stファンミーティング ～2025年は巳年だけど蛇には恩を忘れずに返すって意味があるんだって、最初のイベントにぴったりだね～（2025年1月5日、シダックスカルチャーホール）- MC出演
- 三井淳平ファンミーティング2025 in 東京（2025年4月6日、TOKYO FMホール）
- 『ヒプノシスマイク -Division Rap Battle-』Rule the Stage《Hypnosis Delight Fes.》（2025年10月25日・26日〈予定〉、Kanadevia Hall） - 飴村乱数 役[55]

### テレビ
- 暴太郎戦隊ドンブラザーズ ドン13話 ナンパ男 役[56]（2022年5月29日、テレビ朝日系）
- 全力坂　新左エ門の坂、入間町一丁目の坂[57]（2024年4月18日、25日、テレビ朝日系）

### 映画
- 俺は前世に恋をする[58]（2019年3月23日公開）

### ラジオ
- ザ・ユニバーシティの『渋谷で4時！』（渋谷クロスFM、2018年4月 - 2019年3月）第1、3、5日曜日レギュラー
- スミツキグループの「1時におすみつきッ！」（渋谷クロスFM、2019年5月 - 2020年3月）[59]第1、3、5土曜日レギュラー